# Französische Badmintonmeisterschaft 1959
Die Französische Badmintonmeisterschaft 1959 fand in Le Havre statt. Es war die zehnte Austragung der nationalen Titelkämpfe im Badminton in Frankreich.

## Titelträger
| Disziplin    | Sieger                         |
| ------------ | ------------------------------ |
| Herreneinzel | Ghislain Vasseur               |
| Dameneinzel  | Annie Groene                   |
| Herrendoppel | Henri Pellizza Maurice Mathieu |
| Damendoppel  | Régina Augry Annie Groene      |
| Mixed        | Ghislain Vasseur Annie Groene  |